# Гришкино (Чаїнський район)
Гри́шкино (рос. Гришкино) — село у складі Чаїнського району Томської області, Росія. Входить до складу Чаїнського сільського поселення.

## Населення
Населення — 296 осіб (2010; 428 у 2002).
Національний склад (станом на 2002 рік):
- росіяни — 92 %